# Карнатка чорногорла
Карнатка чорногорла (Spizella atrogularis) — вид горобцеподібних птахів родини Passerellidae. Поширений в Північній Америці.

## Поширення
Птах розмножується на південному заході Сполучених Штатів (від західного Техасу до південної Каліфорнії), а взимку він мігрує до північної Мексики та південної Нижньої Каліфорнії. У центральній Мексиці також є популяція неперелітних птахів. Мешкає в чапаралі, заростях полину, посушливих чагарниках і чагарникових схилах пагорбів.